# Cuarenta años de novios
Cuarenta años de novios es una película en blanco y negro de Argentina dirigida por Enrique Carreras sobre el guion de Abel Santa Cruz su obra teatral homónima que se estrenó el 3 de octubre de 1963 y que tuvo como protagonistas a Lolita Torres, Germán Cobos, Juan Bono y Ángeles Martínez.

## Sinopsis
Una mujer que no perdonó la infidelidad de su esposo se reconcilia con éste cuarenta años después.

## Reparto
Participaron en el filme los siguientes intérpretes:
{{lista de columnas|
- Lolita Torres ...	Rosario Villaespesa / Dorita Pereira
- Germán Cobos ... Valentín Pereira
- Juan Bono ... Florencio
- Ángeles Martínez ... Rufina
- Julián Pérez Ávila ... Carmelo
- Paquita Más ... Julia
- Estela Vidal ... Remigia
- Montserrat Salvador
- José María Vilches ... Virasoro
- Carlos Borsani ... Cacho
- Gladis Gastaldi
- Carlos Pamplona ... Bonorino
- Gustavo Moulín
- Alfonso Pisano
- Nora Carrano
- Rafael Chumbita
- Néstor Zembrini ... Raulito
- Enzo Viena ... Andrés
- Amparo Martí
- Jorge Challier
- Alfonso Pisano

## Comentarios
Antonio Salgado comentó en Tiempo de Cine respecto del filme:

”Es muy notable la incapacidad del director para sugerir algún ritmo con el candombe o alguna ternura con la canción romántica.”

En La Gaceta de Tucumán dijo Julio Ardiles Gray:

”No es película musical, ni comedia, ni sainete costumbrista. Es un poco de todo y no es nada.”

Por su parte, Manrupe y Portela escriben:

”Pretexto para incluir canciones de distintas épocas, y los clisés característicos: pelea Firpo-Dempsey, Yrigoyen, Guerra Mundial. Lolita Torres hace de abuela, madre e hija y canta ocho canciones.”